# Шаховница
Шаховница је хералдички приказ грба гдје је поље грба подијељено на једнак број редова и колона, обојених наизмјенично, тако да слика подсјећа на поља шаховске табле, по чему се овај хералдички приказ и назива шаховница. Најбољи примјери оваквог хералдичког мотива јавља се на грбу Хрватске, те на амблемима шаховских клубова и савеза.

## Шаховнице у пољској хералдици
Према научној историографији, најстарије шаховнице као грбови локалне властеле јављају су на простору данашње Пољске. Први грбови са сличним мотивима јављају се већ у X и XI вијеку, да би током XII вијека са јачањем феудалне породице Вчеле, а касније и Гуровски, овај хералдички мотив доживио свој пуни процват.
Вчеланска шаховница је грб пољских племића Вчеле, који се први пут појављује у XII вијеку, за вријеме владавине династије Пјастовићи. Такође је позната и као сребрено-златна шаховница због својих карактеристичних боја.
Према легенди, овај грб је установио шлески племић Голуб који је путовао свијетом, те се тако обрео у Африци, гдје га је ћерка локалног краља позвала на партију шаха под условом да побједник има право ударити губитника шаховском таблом по глави. Голуб је побједио и ударио таблом принцезу (ни мало џентлменски), тако да је шах поломио.
Гуровска шаховница је грб руско-пољске грофовске и племићке породице Гуровски, а која је у родбинској вези са племићком породицом Вчела. Грб ове породице умногоме подсјећа на грб Вчела, што се тумачи њиховим родбинским везама.
- Грб породице Вчела
 XII вијек
- Грб породице Гуровски
- Грб Калишког војводства
 (1314–1793)
- Грб породице Хувалд

- Грб Пјастовића по линији Глоговски
- Грб Пјастовића по линији Легнице
- Грб Пјастовића по линији Свидница и Јавор (послије 1368.)

### Галерија шаховница на хералдици пољских округа
- Легњицки округ
- Олавски округ
- Стшелински округ
- Волувски округ
- Могиленски округ
- Бржешки округ
- Калишки округ

### Галерија шаховница пољских мјеста и друге употребе
- Богушов-Горце
- Голина
- Калиш
- Грб РВ Пољске
(1918.)[3]

## Шаховнице у чешкој хералдици
Грбови чешке хералдике који подсјећају на шаховнице се скоро искључиво везују за историјске или локалне грбове некадашње Моравске и са сигурношћу се јављају већ у XIII вијеку. Они се донекле разликују од стандардних шаховница јер се јављају у комбинацији са орлом. Такође, постоје комбинације шаховнице са неким другим хералдичким симболом (јарцем, крилом и сл.), али и грбови са шаховницама као у другим националним хералдикама.
- Грб Моравске
 из XIII вијека
- Историјски грб
 Моравске
- Грб Чешке-Моравске
 (1939–1945)
- Грб Чешке Републике

### Грбови округа и општина са мотивима шаховнице
- Пардубички крај
- Крај Височина
- Јужноморавски крај
- Оломоуцки крај
- Злински крај
- Моравско-Шлески крај
- Моравска Требова
- Славков у Брна
- Знојмо
- Оломоуц
- Сулејовице
- Хотеч
- Дохалице
- Хоржињевес
- Билани
- Морашице
- Раби
- Јевичко
- Росхрањи
- Сопотњице
- Римов
- Моравске Малковице
- Пруси-Бошкувки
- Цитоњице
- Јиржице у Моравским Будјејовицама
- Кухаржовице
- Јаноушов
- Мала Морава
- Ходславице

## Шаховнице у њемачкој хералдици
Шаховнице у њемачкој хералдици се засигурно јавља одвојено од оне западнословенске или уопште Словенске. У јужним њемачким покрајинама, нарочито у Баварској, шаховнице се засигурно јављају такође у 13. вијеку, а попримају карактеристичан ромбоидни изглед.
Баварска ромбоидна шаховница је званични мањи грб њемачке покрајине Баварска, а првобитно је установљен 1242. године као грб грофа Богена, од стране племићке породице Вителсбах. Временом бијело-плава коса шаховница је постала симбол цијеле Баварске, а данас се налази у срцу већег грба или се издаја као посебан мањи грб Баварске.
Штребечка шаховница је симбол општине Шахдорф Штребек у покрајини Саксонија-Анхалт у Њемачкој. Назив села Шахдорф (њем. Schachdorf) у немачком значи шаховско село. Према легенди, године 1011. затвореник на имању Штребек научио да игра шах и од тада игра је постала веома популарна у селу, па су чак и шаховску таблу ставили на својој грб. Од 1823. године у локалној школи. шах се изучава као један од наставних предмета.
Борстендорфска шаховница је званични симбол општине Борстендорф у њемачкој савезној држави Саксонија. То је млада општина настала спајањем два насеља у ранијој општини Лојбсдорф, округ Фрајберг. Како су становници ових насеље од раније познати као добри шахисти, за грб општине одабран је амблем са изгледом шаховнице.
- Грб Баварске
- Грб Шахдорф Штребека
- Грб Борстендорфа

### Галерија шаховница из њемачке локалне хералдике
- Ајхах-Фридберг
- Алцетинг
- Енепе-Рур
- Меркиш
- Обербергиш
- Уна
- Бад-Кројцнах
- Бернкастел-Витлих
- Биркенфелд
- Гармиш-Партенкирхен
- Фрајзинг
- Бохум
- Хам
- Вајден ин дер Оберпфалц
- Пенцберг

## Хрватска шаховница
Хрватска шаховница је такође једна од старијих хералдичких симбола ове врсте. Засигурно, као таква она се појављује у илирској хералдици, у XV и XVI вијеку али се вјерује да су је хрватски великаши користили и који вијек прије настанка ове хералдике (највјероватније са краја XIV вијека).
Према легенди, за коју се дознало релативно скоро, вјерује се да је хрватска шаховница настала у вријеме владавине хрватског краља Стјепана Држислава (969—997), међутим, као национални симбол међу Хрватима се укорјенила тек у XVI вијеку, током хабзбуршке владавине. Документи који су настали много вијекова касније, овој шаховници приписују симболику уједињења различитих племена на простору тадашње Хрватске, а који су названи црвени и бијели Хрвати. Такође, постоји и историјски непотврђена легенда која каже да се изглед овог грба утемељио након шаховских побједа хрватског краља Светослава Суроње против млетачког дужда Петра II Орсела, а награда побједе била су острва у јужној Далмацији.
Хрватска шаховница се састоји од 25 квадрата бијеле и црвене боје, распоређених по 5 редова и колона. Изглед хрватске шаховнице се није битније мијењала ни за вријеме хабзбуршке власти, али ни касније. Током владавине усташа (1941—1945), као и након независности Хрватске (1990—1991) шаховница је почињала првим бијелим пољем. Док је она која се налазила унутар грба Бановине Хрватске, те СР Хрватске почињала првим црвеним пољем. Након 1991. грб Републике Хрватске је поново прилагођен оном из времена бановине и комунизма (са првим црвеним пољем), те му је придодата хералдичка круна историјских грбова провинција које се данас налазе у саставу Републике Хрватске.

### Галерија грбова која се односи на хрватску шаховницу
- Хрв. шаховница
 из 1527.
- Грб Угарске
 (1868—1915)
- Хрв. шаховница
 из 1990.
- Грб
 ББ жупаније
- Грб
 ПГ жупаније
- Грб Независне Државе Хрватске
- Грб
Церне
- Грб
 Десинића
- Грб
 Јалжабета
- Грб Краљевеца на Сутли
- Грб
Мркопаља
- Грб
 Расиње
- Грб
 Ровишћа
- Грб
 Северина
- Грб ФБиХ-а
 (1996—2007)
- Грб ЗХ и Кантона 10
- Грб Посавског кантона
- Грб
 Домаљеваца
- Грб
 Усоре
- Грб
 Добратића
- Грб
Прозор-Раме
- Грб
 Купреса

## Шаховница у другим националним хералдикама
- Ла Масана
 у Андори
- Падисе
 у Естонији
- Седа
 у Летонији
- Кишлет
 у Луксембургу
- Дунаујварош
 у Мађарској
- Анениј Ноји
 у Молдавији
- Грб
 Монака
- Одивелас
 Португал
- Синаја
 Румунија
- Корез
 Француска
- Шаранта
 Француска
- род Чинчон
 Шпанија
- Пуебла Фадрике
 Шпанија

## Амблеми шаховнице
Амблеми са мотивима шаховнице се најчешће појављују као званична обиљежја шаховских клубова или савеза. Такође, јавља се и као амблем у популарној култури.
- Амблем
 Шаховске олимпијаде
 у Варшави 1935.
- Амблем
 Шаховског савеза Српске
- Симбол музичког жанра Ска